# Elisabetta Farnese

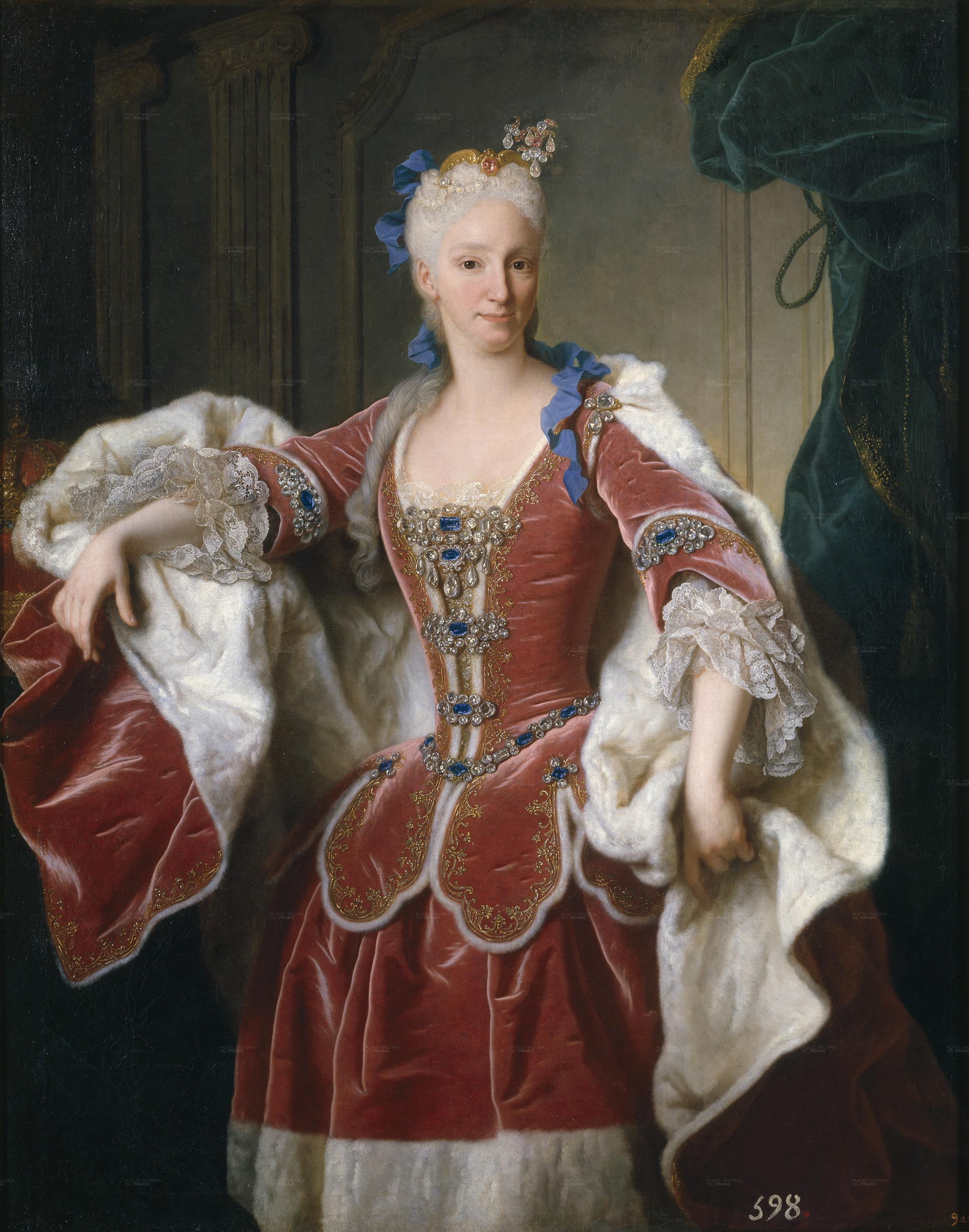
Elisabeth Farnese als spanische Königin

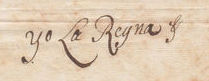
Autograph von Elisabetta (1715).

Elisabetta Farnese (* 25. Oktober 1692 in Parma; † 11. Juli 1766 in Aranjuez) war – unter dem Namen Isabel de Farnesio – durch ihre Ehe mit König Philipp V. von Spanien vom 24. Dezember 1714 bis 14. Januar 1724 und vom 6. September 1724 bis 9. Juli 1746 Königin von Spanien. Sie übte während der Regierungszeit ihres Gatten einen bedeutenden politischen Einfluss aus. Vor allem interessierte sie sich für die Außenpolitik und suchte ihren Söhnen mit den Machtmitteln Spaniens in Italien Fürstentümer zu verschaffen. Nach dem Tod Philipps V. 1746 verlor sie unter der Regierung ihres Stiefsohns Ferdinand VI. ihren politischen Einfluss. Als Ferdinand im August 1759 starb, fungierte sie bis zur Ankunft ihres Sohns Karl III. in Madrid (Dezember 1759) als Regentin. Auch Karl, der neuer König wurde, räumte seiner Mutter kein politisches Mitspracherecht ein.

## Leben

### Abstammung; Kindheit und Jugend
Elisabetta war das zweite Kind und die einzige Tochter des Erbherzogs Odoardo II. Farnese von Parma und Piacenza (1666–1693) und seiner Gemahlin Dorothea Sophie von Pfalz-Neuburg. Ihr Vater starb im September 1693, als sie erst ein Jahr alt war. Ihre Mutter Dorothea Sophie heiratete im Dezember 1695 den Halbbruder ihres Gemahls Francesco Farnese, doch konnte dieser aufgrund seiner Fettleibigkeit keine Kinder zeugen, so dass sich abzeichnete, dass Elisabetta das Herzogtum Parma erben würde.
Über Elisabettas Kindheit ist wenig bekannt. Sie wurde als eigensinnig und willensstark charakterisiert. Zu ihrem Onkel und Stiefvater besaß sie ein herzliches Verhältnis und führte mit ihm später, als sie spanische Königin war, eine ständige Korrespondenz. Dorothea Sophie hingegen behandelte ihre Tochter sehr streng und hatte zu ihr eine unterkühlte Beziehung. Bei vielen öffentlichen Feierlichkeiten trat Elisabetta an der Seite ihrer Mutter auf. Sie erlernte Deutsch, Französisch, Latein und Spanisch; außerdem wurde sie u. a. in Geschichte, Geographie, Philosophie und Religion unterrichtet. Laut dem Herzog von Saint-Simon besaß sie jedoch nur eine mittelmäßige Intelligenz und war wenig an intellektueller Betätigung interessiert; im Erwachsenenalter las sie fast nur religiöse Werke. Eine größere Leidenschaft entwickelte sie für Tanzen und Musik. Ferner hatte sie nur ein geringes Verständnis für politische Mechanismen.
Beim Ausbruch des Spanischen Erbfolgekriegs (1701) versuchte der Herzog Francesco Farnese, seine Neutralitätspolitik aufrechtzuerhalten. Am Hof von Parma überwog eine anti-österreichische Haltung. Dennoch rückte eine kaiserliche Armee 1702 ins Parmesanische ein, und Prinz Eugen zwang einige Städte des Herzogtums, Besatzungstruppen aufzunehmen. Schließlich musste sich das Herzogtum auf die Seite der Kaiserlichen stellen, und es wurde durch Joseph I. als deutsches Reichslehen deklariert. Dank des diplomatischen Geschicks des italienischen Staatsmanns und späteren Kardinals Giulio Alberoni konnte der parmesanische Hof seine Beziehungen zu Spanien aufrechterhalten. Elisabetta Farnese erkrankte 1710  an Pocken, in einer Epidemie, die angeblich durch den Durchzug deutscher Armeen in der Poebene ausgebrochen war. Von dem durch die Krankheit, die sie nur knapp überlebte, verursachten Ausschlag blieben Narben im Gesicht zurück. Dennoch gab es genügend Bewerber um ihre Hand, u. a. Viktor Amadeus von Savoyen, Fürst von Piemont, sowie Francesco III. d’Este, künftiger Herzog von Modena.
Elisabetta beerbte den kinderlosen letzten Herzog Antonio Farnese, der am 20. Januar 1731 starb. Das Erbe bestand aus dem Herzogtum, aber auch dem Besitz der Familie in und um Rom, dem Palazzo Farnese, der Villa Farnese, der Villa Farnesina, vor allem aber den Farnesischen Sammlungen.

### Heirat
1714 bahnte sich die Eheschließung von Elisabetta Farnese und dem spanischen König Philipp V. (1683–1746) aus der Dynastie der Bourbonen an. Bereits kurz nach dem Tod seiner ersten Gemahlin Maria Luisa Gabriella von Savoyen (14. Februar 1714) hielt Philipp V. nach einer neuen Braut Ausschau, wobei es freilich keinen Mangel an Kandidatinnen gab. Giulio Alberoni, der als Geschäftsträger des Herzogs von Parma am Hof zu Madrid weilte, suchte daraufhin sofort eine Heirat von Elisabetta Farnese mit dem spanischen König einzufädeln. Hierzu wandte er sich an die Madame des Ursins, die als Leiterin des Hofstaats der verstorbenen Königin Maria Luisa Gabriella fungiert und in Spanien eine sehr einflussreiche Stellung erlangt hatte. Sie sollte im Auftrag Ludwigs XIV. maßgeblich die spanische Außenpolitik im Sinne der Wahrung der französischen Interessen mitbestimmen. Alberoni äußerte gegenüber dieser machthungrigen Adligen, dass Philipp V. Elisabetta bezaubernd finden würde, und da die Farnese-Prinzessin unerfahren und ungebildet sei sowie kaum politische Ambitionen hege, könne Madame des Ursins sie leicht beherrschen. Außerdem sei Elisabetta die Erbin des Herzogtums Parma und besitze als Nachfahrin von Margherita de’ Medici, der Gattin Odoardos I. Farnese, auch die unmittelbaren Rechte für die Thronfolge in der Toskana. Dies war für Philipp V. bedeutsam, da er durch den Frieden von Utrecht (1713) auf seine italienischen Territorien hatte verzichten müssen und nun wieder die Aussicht hatte, in Italien Fuß zu fassen. Mit diesen Argumenten gewann der geschickte Diplomat Alberoni Madame des Ursins für seine Pläne, so dass er im Juni 1714 in einem nach Parma gesandten Brief mitteilen konnte, dass die am spanischen Hof so einflussreiche alte Dame nun ebenfalls Elisabetta für die geeignetste Braut Philipps V. halte.
In der Folge trat Madame des Ursins als erfolgreiche Vermittlerin des Eheprojekts auf. Philipp V. vertraute ihrer Wahl, und sie erlangte ferner die Zustimmung Ludwigs XIV. zur beabsichtigten Heirat; schließlich war auch Papst Clemens XI. zufrieden. Philipp V. entsandte den Kardinal Francesco Acquaviva Ende Juli 1714 nach Italien, um die Heiratsbedingungen auszuhandeln. Der Ehevertrag wurde am folgenden 25. August unterschrieben. Die Mitgift betrug einschließlich des Werts von Elisabettas Schmuck 200.000 Gold-Scudi. Die letzten Verhandlungen verliefen allerdings schwieriger, da Madame des Ursins dem Heiratsprojekt gegenüber misstrauisch wurde; vielleicht witterte sie in der jungen Farnese eine Gefahr für ihre Machtstellung. Elisabetta vermochte indessen den Sondergesandten des Sonnenkönigs, Graf F. Z. F. Albergotti, der ihr die Aufwartung machen sollte, zu überzeugen, dass sie dankbar für die ihr zugedachte Rolle als spanische Königin sei und sich gern von Madame des Ursins leiten lassen werde. Schließlich fand am 16. September 1714 Elisabettas Hochzeit per procurationem mit Philipp V. in Parma statt, wobei der vom Papst entsandte Kardinal Ulisse Giuseppe Gozzadini diese Zeremonie zelebrierte. Die dabei veranstalteten Festlichkeiten umfassten etwa die Schmückung der Fassade des Doms, die Bestreuung der Straßen Parmas mit Blumen und die Ausstattung der Haltepunkte des Hochzeitszugs der Farnese mit Triumphbögen.
Am 22. September 1714 trat Elisabetta die Hochzeitsreise nach Spanien zu ihrem Bräutigam an. Es war eine entscheidende und in allen ihre Biographie behandelnden Werken vielbesprochene Episode in ihrem Leben. Die Farnese-Prinzessin machte sich zunächst in Begleitung eines zahlreichen königlichen Gefolges auf den Weg nach Sestri Levante, wo der Beschluss gefasst wurde, dass sie sich auf dem Seeweg nach Barcelona begeben sollte. In Borgotaro verabschiedete sie sich von ihren Eltern und setzte ihre Reise gemäß dem Wunsch der Madame des Ursins, welche die junge Königin von ihrer Familie isoliert sehen wollte, mit nur einer kleinen Gruppe von Adligen, u. a. Ippolita Ludovisi, Prinzessin von Piombino, fort. Als sie durch das Ligurische Meer segelte, wurde sie infolge eines schweren Sturms seekrank und ließ in Genua anlegen. Sie entschied sich nun, den Landweg zu nehmen und reiste per Kutsche in langsamem Tempo durch Südfrankreich weiter. Dies verdross den sie sehnsüchtig erwartenden spanischen König. Madame des Ursins wurde nervös und beging taktische Fehler, indem sie etwa die neue Königin offen kritisierte. In Frankreich machte Elisabetta die Bekanntschaft des Fürsten von Monaco, Antonio Grimaldi, der von ihr ein feines physisch-psychologisches Porträt hinterließ.
In Saint-Jean-Pied-de-Port nahe der heutigen französisch-spanischen Grenze traf Elisabetta ihre Tante, die verwitwete frühere spanische Königin Maria Anna von Pfalz-Neuburg. Über diese Begegnung der beiden Königinnen berichtet Vicente Bacallar, Marqués de San Felipe. Demzufolge wurden die zwischen den beiden adligen Damen getroffenen Vereinbarungen geheim gehalten, doch dürfte Elisabetta durch ihre Tante vor dem herrschsüchtigen Verhalten und der großen Macht der Madame des Ursins gewarnt worden sein. Am 11. Dezember 1714 gelangte Elisabetta, die ihr ohnehin kleines italienisches Gefolge hatte entlassen müssen, nach Pamplona, wo Alberoni zu ihr stieß und sie im Umgang mit ihrem künftigen Ehemann und mit Madame des Ursins beriet. Der Diplomat, der das Vertrauen der Familie Farnese besaß, hegte die Absicht, wichtigster Berater der jungen Königin und hierdurch maßgeblicher Leiter der spanischen Außenpolitik zu werden.
Am 23. Dezember 1714 traf Elisabetta in der Gemeinde Jadraque mit Madame des Ursins zusammen, die dem König dorthin vorausgeeilt war. Es sollte das erste und einzige Treffen der beiden Frauen sein. Was bei dieser stürmischen Begegnung genau zwischen den beiden vorging, ist mangels direkter Zeugen nicht bekannt; jedenfalls endete sie mit der von Elisabetta angeordneten Ausweisung der bisher allmächtigen camarera mayor (erste Hofdame der Königin) aus Spanien. Mehrere zeitgenössische Autoren überliefern unterschiedliche Versionen dieser Episode. So berichtet darüber u. a. Alberoni in manchen Briefen an Francesco Farnese, ferner der Marchese F. M. Grimaldi, genuesischer Botschafter in Madrid, in einem Schreiben an den genuesischen Senat, sowie der Elisabetta gegenüber feindselig eingestellte Herzog von Saint-Simon, dessen Darstellung sich nur wenig von jener des Marqués de San Felipe unterscheidet. Letzteren Autoren zufolge rügte Madame de Ursins Elisabetta bei ihrem Treffen in herrischem Ton wegen deren verspäteter Ankunft und unpassender Kleidung. Die verärgerte junge Königin rief, dass Ursins ihr nicht den gebührenden Respekt entgegenbringe und befahl dem Gardeleutnant Amenzaga, die von ihr als Verrückte titulierte camarera mayor mit einer unter Bewachung stehenden Kutsche schnellstens über die französische Grenze abschieben zu lassen. Dieser Anordnung leistete Amenzaga augenblicklich Folge. Ob Elisabettas Vorgehen mit ausdrücklicher Billigung von Ludwig XIV. und der Madame de Maintenon erfolgte, wie es der Herzog von Saint-Simon in seinen Memoiren behauptet, kann weder eindeutig bestätigt noch widerlegt werden. Philipp V., der vielleicht schon im Vorhinein hierzu seine Zustimmung erteilt hatte, ließ der entmachteten Favoritin jedenfalls keine Hilfe zuteilwerden. Elisabetta reiste rasch ins nahegelegene Guadalajara weiter, wo sie am 24. Dezember 1714 sofort ihre persönliche, vom Patriarchen von Westindien geleitete Trauung mit Philipp V. feierte. Kurz danach machte sich das Königspaar auf den Weg nach Madrid.

### Nachkommen
Elisabetta Farnese gebar ihrem Gemahl Philipp V. von Spanien sieben Kinder:
1. Karl III. (* 20. Januar 1716; † 14. Dezember 1788), König von Spanien, ⚭ 1738 Maria Amalia von Sachsen (1724–1760)
2. Francisco (* 21. Januar 1717; † Februar 1717)
3. Maria Anna Viktoria (* 31. März 1718; † 15. Januar 1781), ⚭ 1729 Joseph I. (1714–1777), König von Portugal
4. Philipp (* 15. März 1720; † 18. Juli 1765), Herzog von Parma, ⚭ 1739 Marie Louise Élisabeth de Bourbon (1727–1759)
5. Maria Teresa (* 11. Juni 1726; † 22. Juli 1746) ⚭ 1745 Ludwig (1729–1765), Dauphin von Frankreich
6. Luis Antonio (* 25. Juli 1727; † 7. August 1785), Kardinal und Erzbischof von Toledo
7. Maria Antonia Ferdinanda (* 17. November 1729; † 19. September 1785) ⚭ 1750 Viktor Amadeus III. (1726–1796), König von Sardinien-Piemont

### Königin von Spanien

Königin Elisabetta Farneses Wappen

#### Leitung der Politik mit Kardinal Alberoni
Philipp V. war von seiner neuen Gattin begeistert. Die vitale, machtbesessene und kokette Elisabetta Farnese beherrschte den willensschwachen und unentschlossenen Monarchen dem Anschein nach bald völlig. Sie verbrachte sehr viel Zeit mit ihm, indem sie ihn etwa oft auf der Jagd begleitete; dabei wurde sie als gute Reiterin und Schützin beschrieben. Auch befriedigte sie Philipps Sinneslust. Am 20. Januar 1716 gebar sie ihrem Gatten ihr erstes Kind, den späteren Karl III., dem als weitere die Kindheit überlebende Nachkommen zwei Söhne und drei Töchter folgten. Da ihr die spanische Küche nicht behagte, ließ sie italienische Speisen herbeischaffen. Zu ihren Vertrauten zählten neben ihrem Hauptberater Giulio Alberoni u. a. ihr früheres Kindermädchen Laura Pescatori, die im September 1715 nach Spanien kam, und der italienische Arzt Cervi. Ihre bevorzugte Hofdame war anfangs die Flämin La Pellegrina.
Viele adlige Spanier lehnten den starken Einfluss Frankreichs auf die spanische Politik ab und missbilligten auch, dass sich Philipp V. vor allem auf einen französischen Beraterstab stützte. Sie hofften, dass nach Elisabettas Thronbesteigung (Dezember 1714) und dem Tod Ludwigs XIV. (September 1715) dieser ausländische Einfluss schwinden würde. Mit der Landesverweisung der Madame des Ursines war Elisabetta ihren Erwartungen entgegengekommen und hatte dadurch kurzzeitig Popularität erlangt, doch verfolgte sie hauptsächlich italienische Interessen. Sie hatte lange Zeit maßgeblichen Einfluss auf die spanische Politik, die sie zunächst zusammen mit Alberoni – bis zu dessen Sturz 1719 – leitete. Mit Hilfe der Königin führte Alberoni eine Umbesetzung von Regierungsposten durch und entließ verschiedene mit der französischen Partei verbundene einflussreiche Männer, um an ihre Stelle Italiener in Schlüsselpositionen zu hieven. So musste der französische Ökonom Jean Orry, der als eine Art Finanzminister fungiert hatte, im Februar 1715 nach Frankreich zurückkehren. Ferner wurde der Jesuitenpater Guillaume Daubenton im März 1715 anstelle von Robinet wieder zum Beichtvater des Königs bestellt. In seinen Memoiren konstatiert der Herzog von Noailles, dass der Hof Philipps V. von Italienern dominiert wurde. Elisabettas Bevorzugung ihrer Landsleute und ihre Beherrschung des Königs machte sie bei spanischen Aristokraten unbeliebt.
Entgegen der Tradition hielt Philipp V. die Besprechungen mit seinen Ministern in den Gemächern seiner Gemahlin ab, und Elisabetta beteiligte sich in immer dominanterer Rolle an diesen Regierungsberatungen. Überhaupt hielt der König sich meist in den Räumen seiner Gattin anstatt in seinen eigenen auf. Seine bereits früher erkennbaren Gemütsneigungen der Apathie und Melancholie hatten seit dem Ende des Spanischen Erbfolgekriegs zugenommen. Er verfiel zusehends in eine pathologische Willenlosigkeit, so dass er zeitweise völlig von seiner Umgebung abhängig war. Auch zeigte er immer weniger Engagement, die Regierungsgeschäfte selbst zu leiten. 1717 litt er (wie ebenso in manchen späteren Jahren) an Depressionen und erklärte schließlich, dass im Fall seines Todes seine Gattin und Alberoni während der Minderjährigkeit seines ältesten Sohns aus erster Ehe, Ludwig, die Regentschaft führen sollten. Zu Alberonis Unmut war Elisabetta aber nicht bereit, selbst die Last der täglichen Regierungsarbeit auf sich zu nehmen, und sie besaß auch wenig Verständnis für die Kunst der Staatsführung. 1719 wie bei späteren Gelegenheiten vertraute der König Elisabetta und seinem Beichtvater an, dass er abdanken wolle.
An der Innenpolitik war Elisabetta wenig interessiert. Vornehmlich mischte sie sich in die Außenpolitik ein mit dem primären Ziel, die ehemaligen spanischen Besitzungen in Italien zurückzugewinnen. Sie besaß Erbansprüche auf Parma, Piacenza sowie die Toskana und wollte – entgegen dem Frieden von Utrecht – ihren Söhnen, die in der spanischen Thronfolge erst hinter Philipps Söhnen aus erster Ehe kamen, unter Einsatz der Machtmittel Spaniens Fürstentümer in Italien verschaffen. Dort konnte sie auch auf die Unterstützung Clemens’ XI. und der Familie Farnese für ihre Ziele rechnen. Unter dem Druck Elisabettas und ihrer in Parma regierenden Verwandten entsandte Alberoni, der 1716 zum spanischen Premierminister aufgestiegen war und im Juli 1717 vom Papst zum Kardinal ernannt wurde, eine spanische Flotte gegen Sardinien, die im August 1717 auf der Insel landete und diese bald eroberte. Im Juli 1718 gelang ihr auch die Einnahme Siziliens. Es hatte sich jedoch schon eine aus Großbritannien, Frankreich, den Vereinigten Niederlanden und Kaiser Karl VI. bestehende Quadrupelallianz gebildet, die den spanischen Eroberungsgelüsten Einhalt zu gebieten bestrebt war. Beim Vormarsch eines französischen Heers auf die Iberische Halbinsel soll Elisabetta selbst eine spanische Division angeführt und die Soldaten ermuntert haben. Angesichts der militärischen Übermacht der gegnerischen Verbündeten musste Spanien indessen nachgeben und alle in Italien eroberten Gebiete räumen; immerhin erhielt Elisabettas Sohn Karl die Anwartschaft auf die Thronfolge in Parma, Piacenza und der Toskana. Auf Verlangen der feindlichen Allianz ließen Philipp V. und Elisabetta auch Alberoni fallen, der im Dezember 1719 Spanien verließ.
Nach dem Weggang Alberonis beherrschte Elisabetta die spanische Politik noch stärker. Sie suchte ihre Kinder vorteilhaft mit Sprösslingen des europäischen Hochadels zu verheiraten. Zuerst vereinbarte sie 1722 die Verlobung ihrer ältesten, erst vierjährigen Tochter Maria Anna Viktoria mit dem zwölfjährigen Dauphin, nachmaligen Ludwig XV. von Frankreich. Zu diesem Zweck schickte sie ihre Tochter nach Paris. Da die kleine Prinzessin aber noch viel zu jung war, um in Bälde Nachwuchs zeugen zu können, wurde sie 1725 vom französischen Regenten Louis Henri, Prinz de Condé nach Spanien zurückgeschickt, was Elisabetta als Beleidigung auffasste. Auch Elisabettas Kontaktaufnahme mit Karl VI., dem sie 1724 die Verheiratung ihres Sohns Karl mit Maria Theresia und ihres jüngeren Sohns Philipp mit einer weiteren habsburgischen Erzherzogin vorgeschlagen hatte, war enttäuschend; denn ihre Anträge fanden beim Kaiser nur geringen Widerhall. Ebenso gab es im Vertrag von Wien (1725) nur vage Zusagen für dieses Eheprojekt.

#### Kurze Herrschaft Ludwigs I.; zweite Regierungszeit Elisabettas als spanische Königin
Im Januar 1724 konnte Elisabetta nicht verhindern, dass ihr Gemahl zugunsten seines ältesten Sohns aus erster Ehe, den 16-jährigen Ludwig, abdankte und sich in den Palast La Granja de San Ildefonso zurückzog. Sie folgte ihrem Gatten nach La Granja und konnte aufgrund der Unerfahrenheit des neuen Monarchen weiterhin einen gewissen politischen Einfluss ausüben. Immerhin erreichte sie, dass ihr nunmehr zum König aufgestiegener Stiefsohn ihren Vertrauten Juan Bautista de Orendáin zum spanischen Ministerpräsidenten berief. Nach dem frühen Tod Ludwigs, der an den Pocken starb (31. August 1724), überredete sie Philipp V., erneut den Thron zu besteigen. Ferner war Elisabetta nun die treibende Kraft hinter der 1726 erfolgten Entlassung von José de Grimaldo als Ministerpräsident, der durch Orendáin abgelöst wurde. Sie sorgte auch für die Entlassung von Philipps Beichtvater Gabriel Bermúdez, da dieser Philipp von der erneuten Übernahme der Herrschaft hatte abhalten wollen.
Wegen der heruntergekommenen Geistesverfassung Philipps V. fürchtete Elisabetta, dass ihr Gatte wieder abdanken könnte, diesmal zugunsten seines jüngsten Sohns aus erster Ehe, Ferdinand. Zwar erholte sich der König 1726, verfiel aber im nächsten Jahr in eine schwere Depression und wollte nicht mehr regieren. Mit seinem einflussreichen Minister José de Patiño y Rosales setzte er ein politisches Testament auf, in dem er Elisabetta zur Regentin während der Zeit seiner Krankheit ernannte. Seine skurrilen Aktionen und sein Verhalten stressten die Königin und setzten ihr emotional zu. Der im Mai 1727 erfolgte Tod ihres Stiefvaters Francesco Farnese, der ihr zuletzt zur erneuten Hinwendung zu Frankreich geraten hatte, beraubte sie zudem einer ihrer wichtigsten politischen Berater. Da nun Francescos Bruder Antonio Farnese Herzog von Parma wurde und im Februar 1728 Enrichetta Maria d’Este heiratete, bestand eine, wenn auch nur geringe Gefahr für die Thronfolge von Elisabettas Söhnen in diesem Herzogtum.
Im Mai 1728 wollte Philipp V. heimlich ein Schreiben an den kastilischen Rat schicken, in dem er diesen zwecks der Annahme seiner Abdankung einberief, doch gelang es Elisabetta, dieses Dokument rechtzeitig abzufangen. In der Hoffnung, dass ein Ortswechsel seinen depressiven Zustand bessern würde, verließ sie mit ihrem Gemahl am
7. Januar 1729 Madrid und residierte mit ihm in der Folge bis 1733 in Andalusien. Zunächst besuchten Philipp V. und seine Gemahlin am 19. Januar 1729 die am Rio Caia nahe der portugiesischen Grenze stattfindende Doppelhochzeit von Elisabettas Stiefsohn Ferdinand mit der Infantin Maria Barbara de Bragança und ihrer Tochter Maria Anna Viktoria mit dem portugiesischen Thronfolger José. Über Badajoz reiste das spanische Königspaar weiter nach Sevilla, wo es am 3. Februar ankam. Einen Monat später hielt es sich in Cádiz auf, residierte bald darauf wieder in Sevilla und verlegte seinen Wohnsitz von Ende Juni bis Ende September 1729 nach Sanlúcar de Barrameda.
Inzwischen war Elisabetta weiterhin besorgt, dass ihr ältester Sohn Karl der Thronfolge im Herzogtum Parma und Piacenza verlustig gehen könnte, wenn der dortige Herzog Antonio Farnese doch noch Nachwuchs bekäme. So schloss sie mit dem ihr ansonsten verhassten England am 9. November 1729 den Vertrag von Sevilla, der den Englisch-Spanischen Krieg beendete. In diesem Vertrag sicherten Großbritannien und Frankreich ihre Unterstützung für die Nachfolge von Elisabettas Sohn Karl im Herzogtum Parma und Piacenza sowie im Großherzogtum Toskana zu. Zwar hatte Kaiser Karl VI. hierzu keine Zustimmung gegeben, doch nahm Papst Clemens XII. diese Vereinbarung wohlwollend auf. Antonio Farnese starb am 20. Januar 1731, hatte aber zuvor sein angebliches Kind, das seine Gattin erwarten sollte, zum Erben eingesetzt. Bald stellte sich jedoch heraus, dass Farneses Witwe nicht schwanger war. Karl VI. akzeptierte nun am 22. Juli 1731 als Gegenleistung für Spaniens Anerkennung der Pragmatischen Sanktion die Bestimmungen des Vertrags von Sevilla hinsichtlich der Thronfolge von Elisabettas Sohn Karl auf der Apenninenhalbinsel. Dieser begab sich nach Italien, zog im März 1732 in Florenz ein, wurde im Juni desselben Jahres als Herzog der Toskana anerkannt und reiste auf Drängen seiner Mutter im Oktober 1732 nach Parma, um auch dort die Herrschaft anzutreten.
Gemeinsam mit ihrem Gemahl hatte Elisabetta unterdessen den Frühling und Sommer 1730 in Granada verbracht. Nach der Rückkehr nach Sevilla hatte sich aber der Zustand des Königs verschlechtert; er wechselte 19 Monate nicht seine Kleider, durchwachte die Nächte und schlief bei Tag. Es gelang Elisabetta nicht, ihn aufzuheitern. Inzwischen wurde die lange Abwesenheit des Königspaars von Madrid mit Befremden aufgenommen; viele wünschten, dass Philipps Sohn Ferdinand die Herrschaft übernehmen sollte. Im Mai 1733 reiste das Königspaar aus Sevilla ab und kehrte in die spanische Hauptstadt zurück.
Mit dem Ausbruch des Polnischen Erbfolgekriegs (1733) wurden Elisabettas Pläne für ihre Kinder noch ehrgeiziger. Sie dachte daran, einem ihrer Kinder den vakanten polnischen Thron zu verschaffen und einem weiteren die Herrschaft über Neapel-Sizilien. Ihr Sohn Karl traf im Herbst 1733 Vorbereitungen zur Eroberung dieses Königreichs; die militärische Leitung sollte der Herzog von Montemar übernehmen. Im Oktober 1733 entsandte Elisabetta ein spanisches Expeditionskorps nach Italien, das sich Montemar anschließen sollte. Im November 1733 schlossen Philipp V. und Elisabetta auch den ersten Bourbonischer Familienpakt mit Ludwig XV. von Frankreich. Auf Drängen seiner Mutter brach der nunmehr für großjährig erklärte Karl im Februar 1734 zur Eroberung Neapels und Siziliens auf und konnte dieses Unternehmen im Lauf des Jahres erfolgreich beenden. Gemäß dem Wiener Präliminarfrieden (1735) verzichtete Karl zugunsten Kaiser Karls VI. auf das Herzogtum Parma und Piacenza und wurde im Gegenzug als König von Neapel-Sizilien anerkannt. In der endgültigen Fassung des Wiener Friedens (1738) wurde dieser Königstitel bestätigt; dafür verpflichtete sich Karl, dass es im Fall seiner Nachfolge in Spanien zu keiner Personalunion mit der spanischen Krone käme. Nach einem Rechtsstreit mit dem Heiligen Stuhl hatte Elisabetta, die mittlerweile ihre Bemühungen um die Erlangung des polnischen Throns für Karl eingestellt hatte, 1735 für ihren achtjährigen Sohn Luis den Kardinalstitel erhalten können.
Elisabetta setzte nun ihre außenpolitischen Ambitionen für die Stärkung der Position ihres Sohns Philipp ein. Sie vermochte 1739 seine Verheiratung mit Marie Louise Élisabeth, der ältesten Tochter Ludwigs XV., zu bewerkstelligen, was eine weitere Festigung der Beziehungen zwischen den spanischen und französischen Bourbonen bedeutete. Den gleichen Zweck verfolgte die Vermählung der Infantin Maria Teresa mit dem Dauphin Ludwig (1745). Für Elisabetta war die Unterstützung Frankreichs zur Durchsetzung ihrer politischen Ziele in Italien bedeutsam. Im Verlauf des Österreichischen Erbfolgekriegs eroberten französisch-spanische Truppen 1745 für Philipp u. a. Parma, Piacenza und Mailand, verloren diese Städte 1746 aber wieder. Erst im Frieden von Aachen (1748) wurde Philipp das Herzogtum Parma und Piacenza zugesprochen. Aus dieser Zeit blieb ein ausgedehnter und aufschlussreicher Briefwechsel zwischen Elisabetta und ihrem Sohn Philipp erhalten. Mit den dynastischen Erfolgen für ihre Söhne Karl und Philipp in Italien wurde Elisabetta die Gründerin der bourbonischen Nebenlinien Bourbon-Sizilien und Bourbon-Parma.

#### Berater; Beziehung zu Ministern; Einfluss
In ihrer Zeit als Königin umgab sich Elisabetta Farnese, die laut dem Herzog von Saint-Simon dem spanischen Volk bloß eine geringe Wertschätzung entgegenbrachte, nur mit einer kleinen Gruppe an Höflingen, die sie zu Vertrauensleuten erkor. Dabei stützte sie sich fast ausschließlich auf Männer. Zu ihren Vertrauten gehörte u. a. der Marquis Scotti, der Herzog von Atri und nach dessen Tod der Graf von Montijo, der 1745 zum Hofmarschall der Königin ernannt wurde. Vor allem in der zweiten Hälfte der Regierungszeit Philipps V.  ruhte die Hauptlast der Regierungsverantwortung wegen des depressiven Gemütszustands ihres Gatten auf Elisabettas Schultern. Neben ihrem großen Einfluss auf den König, der ihr nur selten etwas verweigerte, war für sie zur Ausübung der Regierungsgeschäfte und zur Durchsetzung ihrer Machtinteressen auch ihre Beziehung zu den Ministern wie José de Patiño y Rosales sehr bedeutsam. Die von Elisabetta forcierten kostspieligen Italienfeldzüge und die Ausgaben für die prestigeträchtigen Eheschließungen ihrer Kinder belasteten den spanischen Haushalt und riefen Kritik hervor. Manche Minister plädierten, allerdings vergeblich, für eine Beendigung der militärischen Interventionen in Italien. Nicht nur auf dem politischen Gebiet war die Königin sehr aktiv, sondern sie trat auch als Mäzenin von Künstlern auf.

### Späteres Leben als Königinwitwe
Am 9. Juli 1746 erlitt Philipp V. einen Schlaganfall und starb wenige Stunden später in Elisabetta Farneses Armen. Nur 13 Tage später verschied Elisabettas Tochter Maria Teresa. Schon lange hatte sich Elisabetta vor dem Zeitpunkt, da sie Witwe würde, und dem damit einhergehenden Machtverlust gefürchtet, insbesondere da der Thronfolger Ferdinand VI. nicht ihr eigener Sohn, sondern Philipps letzter überlebender Sohn aus erster Ehe war. Sie war beim spanischen Volk unbeliebt und hatte Ferdinand, der nun neuer König wurde, nicht gerade herzlich behandelt und von den Regierungsgeschäften ausgeschlossen. Auch hatte sie dem Prinzen jeglichen Kontakt mit ausländischen Gesandten verboten. Nach der Machtübernahme Ferdinands durfte Elisabetta dennoch zunächst in Madrid bleiben. Sie musste jedoch aus dem Königspalast im Buen Retiro ausziehen und in den Palacio de los Afligidos übersiedeln.
Für Ferdinand VI. stand die wirtschaftliche Erholung und Modernisierung Spaniens im Vordergrund. Da er die in Italien für Elisabettas Sohn Philipp kämpfenden spanischen Truppen zurückrief, musste Philipp im oberitalienischen Gebiet militärische Rückschläge einstecken und kehrte nach Spanien zurück. Aufgrund von Elisabettas Intrigen und um seinen Halbbruder loszuwerden, ließ Ferdinand VI. aber die spanischen Truppen wieder nach Italien entsenden. Auf Drängen seiner Gattin Maria Barbara de Bragança befahl er schließlich der Königinwitwe im Juli 1747, Madrid zu verlassen, erlaubte ihr jedoch, im Palast La Granja de San Ildefonso zu logieren. Dort verlebte Elisabetta die nächsten zwölf Jahre in relativer Einsamkeit, wurde aber durch den Besuch von Politikern und ausländischen Diplomaten über die aktuelle politische Situation auf dem Laufenden gehalten. In dieser Zeit ließ sie den Palast von Riofrío als Witwensitz errichten.
Ferdinand VI. starb am 10. August 1759, ohne Kinder zu hinterlassen. Seine Gattin hatte bereits im August 1758 das Zeitliche gesegnet. So war der Weg für Elisabettas ältesten Sohn frei, der damals das Königreich Neapel-Sizilien regierte, um als Karl III. (spanisch Carlos III) den spanischen Thron zu besteigen. Elisabetta wurde damit zur Stammmutter der bis heute regierenden bourbonischen Königsdynastie in Spanien. Ferdinand hatte Elisabetta testamentarisch zur Regentin bis zu Karls Ankunft aus Italien ernannt. Dies rief Befürchtungen bei ihren politischen Gegnern hervor, die Elisabettas Entmachtung unter Ferdinand VI. begrüßt hatten. Für einige Monate hatte die nach Madrid zurückgekehrte Königinwitwe nun wieder als Regentin die politischen Zügel in der Hand, bis ihr zum König aufgestiegener Sohn im Dezember 1759 in Madrid eintraf.
Karl III. behandelte seine Mutter mit dem nötigen Respekt, hielt sie aber von Anfang an von allen politischen Geschäften fern. Die nunmehr gebrechliche und fast blinde Königinwitwe durfte weiterhin am königlichen Hof leben. Allerdings vertrug sie sich nicht mit ihrer Schwiegertochter Maria Amalia von Sachsen. Die neue Königin hielt Elisabetta für ungebildet. Schließlich zog sich die Königinwitwe nach San Ildefonso zurück. Beim Ausbruch des Madrider Hutaufstands im März 1766 riet sie dem König, in Madrid zu bleiben, doch folgte er nicht ihrem Rat. Elisabetta starb am 11. Juli 1766 im Alter von 73 Jahren im Palast von Aranjuez und wurde ihrem Willen entsprechend in der Kapelle der königlichen Grabstätten von La Granja de San Ildefonso neben ihrem Gatten beigesetzt.